# Lijst van brutoformules Am-Au
Dit lemma is onderdeel van de lijst van brutoformules. Dit lemma behandelt de brutoformules van Americum (Am) tot goud (Au).

## Am
| Brutoformule                        | Gewone formule                   | Naam |
| ----------------------------------- | -------------------------------- | --- |
| {\displaystyle {\ce {Am}}}          | {\displaystyle {\ce {Am}}}       | Americium |
| {\displaystyle {\ce {Am}}}-isotopen | {\displaystyle {\ce {Am}}}       | Isotopen van americium 231Am · 232Am · 233Am · 234Am · 235Am · 236Am · 237Am · 238Am · 239Am · 240Am 241Am · 242Am · 243Am · 244Am · 245Am · 246Am · 247Am · 248Am · 249Am |
| {\displaystyle {\ce {AmF4}}}        | {\displaystyle {\ce {AmF4}}}     | Americium(IV)fluoride ~ als veronreiniging in PuF4 dat via plutonium(VI)fluoride gezuiverd wordt                                                                           |
| {\displaystyle {\ce {AmN3O9}}}      | {\displaystyle {\ce {Am(NO3)3}}} | Americium(III)nitraat ~ in synthese americium(IV)oxide |
| {\displaystyle {\ce {AmO2}}}        | {\displaystyle {\ce {AmO2}}}     | Americium(IV)oxide |

## Ar
| Brutoformule                        | Gewone formule                 | Naam |
| ----------------------------------- | ------------------------------ | --- |
| {\displaystyle {\ce {Ar}}}          | {\displaystyle {\ce {Ar}}}     | Argon ~ in inergen (blusmiddel) ~ als broeikasgas |
| {\displaystyle {\ce {Ar}}}-isotopen | {\displaystyle {\ce {Ar}}}     | Isotopen van argon 30Ar · 31Ar · 32Ar · 33Ar · 34Ar · 35Ar · 36Ar · 37Ar · 38Ar · 39Ar 40Ar · 41Ar · 42Ar · 43Ar · 44Ar · 45Ar · 46Ar · 47Ar · 48Ar · 49Ar 50Ar · 51Ar · 52Ar · 53Ar |
| {\displaystyle {\ce {ArBF3}}}       | {\displaystyle {\ce {Ar.BF3}}} | Trifluorboorargonaat ~ geclaimde edelgasverbinding |

## As
| Brutoformule                         | Gewone formule                                        | Naam |
| ------------------------------------ | ----------------------------------------------------- | --- |
| {\displaystyle {\ce {As}}}           | {\displaystyle {\ce {As}}}                            | Arseen ~ Ook wel: arsenicum ~ International Chemical Safety Card: 0013 ~ als parameter in verontreinigingsklassen |
| {\displaystyle {\ce {As}}}-isotopen  | {\displaystyle {\ce {As}}}                            | Isotopen van arseen 60As · 61As · 62As · 63As · 64As · 65As · 66As · 67As · 68As · 69As 70As · 71As · 72As · 73As · 74As · 75As · 76As · 77As · 78As · 79As 80As · 81As · 82As · 83As · 84As · 85As · 86As · 87As · 88As · 89As 90As · 91As · 92As |
| {\displaystyle {\ce {As}}}-mineralen | {\displaystyle {\ce {As}}}                            | Arseenhoudend mineraal |
| {\displaystyle {\ce {AsBr3}}}        | {\displaystyle {\ce {AsBr3}}}                         | Arseen(III)bromide ~ Ook wel: arseentribromide |
| {\displaystyle {\ce {AsCl3}}}        | {\displaystyle {\ce {AsCl3}}}                         | Arseen(III)chloride ~ Ook wel: arseentrichloride |
| {\displaystyle {\ce {AsCoS}}}        | {\displaystyle {\ce {CoAsS}}}                         | Cobaltiet |
| {\displaystyle {\ce {AsCu3S4}}}      | {\displaystyle {\ce {Cu3AsS4}}}                       | Enargiet |
| {\displaystyle {\ce {AsF3}}}         | {\displaystyle {\ce {AsF3}}}                          | Arseen(III)fluoride ~ Ook wel: arseentrifluoride |
| {\displaystyle {\ce {AsFeO4}}}       | {\displaystyle {\ce {FeAsO4}}}                        | IJzer(III)arsenaat Scorodiet als arsenaat |
| {\displaystyle {\ce {AsFeS}}}        | {\displaystyle {\ce {FeSAs}}}                         | Arsenopyriet Arseen, arsenopyriet als bron voor |
| {\displaystyle {\ce {AsGa}}}         | {\displaystyle {\ce {GaAs}}}                          | Galliumarsenide ~ als arsenide, halfgeleider |
| {\displaystyle {\ce {AsI3}}}         | {\displaystyle {\ce {AsI3}}}                          | Arseen(III)jodide ~ Ook wel: arseentrijodide |
| {\displaystyle {\ce {AsNaO2}}}       | {\displaystyle {\ce {NaAsO2}}}                        | Natriummeta-arseniet ~ als natriumarseniet |
| {\displaystyle {\ce {AsNa3}}}        | {\displaystyle {\ce {Na3As}}}                         | Natriumarsenide ~ als arsenide |
| {\displaystyle {\ce {AsNa3O3}}}      | {\displaystyle {\ce {Na3AsO3}}}                       | Natriumortho-arseniet ~ als natriumarseniet, arseniet ~ in synthese dibroommethaan |
| {\displaystyle {\ce {AsNa3O4}}}      | {\displaystyle {\ce {Na3AsO4}}}                       | natriumarsenaat ~ in synthese dibroommethaan |
| {\displaystyle {\ce {AsNi}}}         | {\displaystyle {\ce {NiAs}}}                          | Nikkelien |
| {\displaystyle {\ce {AsO4}}}         | {\displaystyle {\ce {AsO4^{3-}}}}                     | Arsenaat |
| {\displaystyle {\ce {AsPt}}}         | {\displaystyle {\ce {PtAs}}}                          | Platinaarsenide ~ als arsenide |
| {\displaystyle {\ce {AsS}}}          | {\displaystyle {\ce {AsS}}}                           | Arseen(II)sulfide (alternatieve formule: {\displaystyle {\ce {As4S4}}}) ~ als realgaar |
| {\displaystyle {\ce {AsSb}}}         | {\displaystyle {\ce {SbAs}}}                          | Stibarseen |
| {\displaystyle {\ce {AsY}}}          | {\displaystyle {\ce {YAs}}}                           | Yttrium(III)arsenide |
| {\displaystyle {\ce {As2Co}}}        | {\displaystyle {\ce {CoAs2}}}                         | Saffloriet ~ als mineraal |
| {\displaystyle {\ce {As2Co3O8}}}     | {\displaystyle {\ce {Co3(AsO4)2}}}                    | Kobaltarsenaat ~ als erythriet |
| {\displaystyle {\ce {As2Cu3O8}}}     | {\displaystyle {\ce {Cu3(AsO4)2}}}                    | Veronese groen |
| {\displaystyle {\ce {As2O3}}}        | {\displaystyle {\ce {As2O3}}}                         | Arseen(III)oxide ~ IUPAC: diarseentrioxide ~ Ook wel: arseentrioxide, di-arseentrioxide ~ als rattenkruid, arsenoliet ~ en leukemiebestrijding |
| {\displaystyle {\ce {As2O5}}}        | {\displaystyle {\ce {As2O5}}}                         | Arseen(V)oxide ~ Ook wel: diarseenpentaoxide |
| {\displaystyle {\ce {As2Ca3O8}}}     | {\displaystyle {\ce {Ca3(AsO4)2}}}                    | Calciumarsenaat |
| {\displaystyle {\ce {As2Cu3O8}}}     | {\displaystyle {\ce {Cu3(AsO4)2}}}                    | Koper(II)arsenaat ~ als kleurstof in snoepjes |
| {\displaystyle {\ce {As2O8Pb3}}}     | {\displaystyle {\ce {Pb3(AsO4)2}}}                    | Lood(II)arsenaat ~ als pesticide in fruitteelt |
| {\displaystyle {\ce {As2S3}}}        | {\displaystyle {\ce {As2S3}}}                         | Orpiment |
| {\displaystyle {\ce {As4Cu11FeS13}}} | {\displaystyle \mathrm {Cu_{11}Fe^{2+}As_{4}S_{13}} } | Tennantiet |
| {\displaystyle {\ce {As4S4}}}        | {\displaystyle {\ce {As4S4}}}                         | Arseen(II)sulfide ~ als realgaar |

## At
| Brutoformule                        | Gewone formule               | Naam |
| ----------------------------------- | ---------------------------- | --- |
| {\displaystyle {\ce {At}}}          | {\displaystyle {\ce {At}}}   | Astaat |
| {\displaystyle {\ce {At}}}-isotopen | {\displaystyle {\ce {At}}}   | Isotopen van astaat 191At · 192At · 193At · 194At · 195At · 196At · 197At · 198At · 199At · 200At 201At · 202At · 203At · 204At · 205At · 206At · 207At · 208At · 209At · 210At 211At · 212At · 213At · 214At · 215At · 216At · 217At · 218At · 219At · 220At 221At · 222At · 223At |
| {\displaystyle {\ce {AtBr}}}        | {\displaystyle {\ce {AtBr}}} | Astaatmonobromide |
| {\displaystyle {\ce {AtI}}}         | {\displaystyle {\ce {AtI}}}  | Astaatmonojodide |
| {\displaystyle {\ce {AtNa}}}        | {\displaystyle {\ce {NaAt}}} | Natriumastatide |

## Au
| Brutoformule                         | Gewone formule                                    | Naam |
| ------------------------------------ | ------------------------------------------------- | --- |
| {\displaystyle {\ce {Au}}}           | {\displaystyle {\ce {Au}}}                        | Goud ~in geel goud, rood goud |
| {\displaystyle {\ce {Au}}}-isotopen  | {\displaystyle {\ce {Au}}}                        | Isotopen van goud 169Au · 170Au · 171Au · 172Au · 173Au · 174Au · 175Au · 176Au · 177Au · 178Au 179Au · 180Au · 181Au · 182Au · 183Au · 184Au · 185Au · 186Au · 187Au · 188Au 189Au · 190Au · 191Au · 192Au · 193Au · 194Au · 195Au · 196Au · 197Au · 198Au 199Au · 200Au · 201Au · 202Au · 203Au · 204Au · 205Au |
| {\displaystyle {\ce {Au}}}-mineralen | {\displaystyle {\ce {Au}}}                        | Goudhoudend mineraal |
| {\displaystyle {\ce {AuBr}}}         | {\displaystyle {\ce {AuBr}}}                      | Goud(I)bromide ~ als goudhalogenide ~ uit goud(I)chloride |
| {\displaystyle {\ce {AuBr3}}}        | {\displaystyle {\ce {AuBr3}}}                     | Goud(III)bromide |
| {\displaystyle {\ce {AuCl}}}         | {\displaystyle {\ce {AuCl}}}                      | Goud(I)chloride ~ als goudhalogenide |
| {\displaystyle {\ce {AuCl3}}}        | {\displaystyle {\ce {AuCl3}}}                     | Goud(III)chloride ~ als goudhalogenide |
| {\displaystyle {\ce {AuCl4Na}}}      | {\displaystyle {\ce {Na(AuCl4)}}}                 | natriumtetrachloorauraat(III) ~ als goud(III)chloride-verbinding |
| {\displaystyle {\ce {AuCs}}}         | {\displaystyle {\ce {CsAu}}}                      | Cesiumauride ~ als auride |
| {\displaystyle {\ce {AuF}}}          | {\displaystyle {\ce {AuF}}}                       | Goud(I)fluoride ~ als goudhalogenide |
| {\displaystyle {\ce {AuF3}}}         | {\displaystyle {\ce {AuF3}}}                      | Goud(III)fluoride |
| {\displaystyle {\ce {AuF5}}}         | {\displaystyle {\ce {AuF5}}}                      | Goud(V)fluoride ~ uit kryptondifluoride via xenonfluoridehexafluorauraat(V) ~ als goudhalogenide |
| {\displaystyle {\ce {AuF7}}}         | {\displaystyle {\ce {AuF5.F2}}}                   | Goud(VII)fluoride, verkeerde structuurtoewijzing |
| {\displaystyle {\ce {AuF7Xe}}}       | {\displaystyle \mathrm {(KrF)^{+}(AuF_{6})^{-}} } | Xenonfluoridehexafluorauraat(V) ~ Reactieproduct van kryptondifluoride en goud |
| {\displaystyle {\ce {AuSb2}}}        | {\displaystyle {\ce {AuSb2}}}                     | Aurostibiet |
| {\displaystyle {\ce {Au2Br6}}}       | {\displaystyle {\ce {Au2Br6}}}                    | Digoudhexabromide ~ Ook wel goud(III)bromide dimeer ~ als goudhalogenide, dimeer van goud(III)bromide |
| {\displaystyle {\ce {Au2Cl6}}}       | {\displaystyle {\ce {Au2Cl6}}}                    | Digoudhexachloride ~ Ook wel goud(III)chloride dimeer ~ in gastransportmethode ~ als goudhalogenide |
| {\displaystyle {\ce {Au3Cu2PbTe2}}}  | {\displaystyle {\ce {Au3Cu2PbTe2}}}               | Bilibinskiet |
| {\displaystyle {\ce {Au2F10}}}       | {\displaystyle {\ce {Au2F10}}}                    | Digouddecafluoride ~ Ook wel goud(V)fluoride dimeer ~ als goudhalogenide |
| {\displaystyle {\ce {Au2O3}}}        | {\displaystyle {\ce {Au2O3}}}                     | Goud(III)oxide |
| {\displaystyle {\ce {AuTe2}}}        | {\displaystyle {\ce {AuTe2}}}                     | Goud(IV)telluride ~ als calaveriet ~ als krenneriet verwant aan calaveriet |